# Miyazawa Katsuyuki
Katsuyuki Miyazawa (sinh ngày 15 tháng 9 năm 1976) là một cầu thủ bóng đá người Nhật Bản.

## Sự nghiệp câu lạc bộ
Katsuyuki Miyazawa đã từng chơi cho Urawa Reds, Albirex Niigata và Montedio Yamagata.